# Henry Spiese Aurand
Henry Spiese Aurand, ameriški general, * 21. april 1894, † 18. junij 1980.

## Življenjepis
Bil je član letnika (1915), na katerega so padle zvezde na Vojaški akademiji ZDA. Pozneje v vojaški karieri je opravil šolanje še na: Šola za oskrbo s strelivom (1916), Poveljniški in generalštabni kolidž Kopenske vojske ZDA (1928), Vojni kolidž Kopenske vojske ZDA (1931) in Industrijski kolidž Kopenske vojske ZDA (1940). 
Po diplomiranju je sprva služil na Sandy Hook Proving Ground (1917–1919), nato pa je pričel z dodatnim izobraževanjem ter delovanjem na področju logistike. Leta 1920 je bil uradno premeščen v Korpus za oskrbo s strelivom (Ordnance Corps). V letih 1925–1927 je služil na Filipinih, nato je bil predavatelj na Šoli za oskrbo s strelivom (1929–1930) in predavatelj logistike na Vojnem kolidžu Kopenske vojske ZDA (1933–1939). 
Med drugo svetovno vojno je bil direktor Obrambne pomoči, programa, ki je pošiljal material v sklopu sporazuma Lend-Lease. Nato je postal načelnik Mednarodne divizije Službenih sil Kopenske vojske ZDA (1942); še istega leta pa je postal sekretar Kombiniranega produkcijskega odbora in poveljnik Šestega službnega poveljstva v Chicagu. Leta 1944 pa je bil imenovan za pomočnika glavnega častnika za oskrbo s strelivom Evropskega teatra operacij in komunikacijske cone. Isto leto je bil postal še poveljnik normandijske baze v sklopu oskrbo s strelivom Evropskega teatra operacij in komunikacijske cone. Naslednje leto je postal zadnji poveljnik Oskrbovalnih služb ZDA za Kitajski teater operacij. 
Po vojni se je vrnil nazaj na mesto poveljnika Šestega službnega poveljstva. Leta 1946 je postal zadnji poveljnik Afriško-bližnjevzhodnega teatra operacij in zadnji direktor raziskovanja in razvoja vojnega oddelka ZDA. Naslednje leto (1947) je postal direktor logistike Oddelka za kopensko vojsko, kjer je ostal vse do leta 1949, ko je postal poveljnik sil Kopenske vojske ZDA na Pacifiku; tu je ostal vse do leta 1952, ko se je upokojil.